# Álvaro de Saavedra Cerón
Álvaro de Saavedra Cerón (España, ¿? – océano Pacífico, 1529) fue uno de los primeros exploradores españoles en el océano Pacífico.
Se desconoce el lugar y la fecha exacta de su nacimiento, pero se sabe que nació a fines del siglo XV o a principios del XVI. Era español de nacimiento, primo de Hernán Cortés, a quien acompañó a la Nueva España, hoy México, en 1526.

## La expedición
En 1527, el emperador Carlos V envió una carta a Hernán Cortés indicándole que los barcos que estaba equipando para realizar descubrimientos por las costas mexicanas no fueran empleados en esa misión y fueran enviados a las islas Molucas con el fin de encontrar la nave Trinidad, enviada con Magallanes a aquellas tierras, y saber qué había pasado con la expedición de García Jofre de Loaísa (1525) y la de Sebastián Caboto (1526-1530), que se había quedado explorando en el Río de la Plata: 

“dos de las dichas carabelas o una de ellas con un bergantín o como mejor os pareciese... vayan en demanda de las dichas islas del Maluco hasta hallar nuestras gentes que en ellas están”.

Hernán Cortés le encargó a su primo Álvaro Saavedra y Cerón que se hiciera cargo de esta expedición.

Ruta de los viajes de Saavedra.

El 31 de octubre de 1527 zarparon de Zihuatanejo (estado mexicano de Guerrero) las tres naves (Florida, Espíritu Santo y Santiago) con ciento diez hombres a bordo.
La navegación no fue fácil; enseguida el cirujano murió por enfermedad y la nave capitana, la Florida, hizo una importante vía de agua, lo que exigía un esfuerzo continuado de achique. El incidente afectó gravemente a la despensa, perdiendo una cantidad importante de bizcocho y otros alimentos tan necesarios. Además, se estropeó el timón.
La escuadrilla se dispersó (15 de diciembre) sin que tuviera ocasión de reagruparse; “nunca más los pudimos ver, ni rastro de ellos”.
Álvaro Saavedra a bordo de la Florida avanzó por el océano hasta arribar, tras descubrir unas pequeñas islas, al archipiélago de las Marshall o las Carolinas (estaba convencido de que se hallaba en las islas de los Ladrones).
En su camino a las Islas del Maluco iban haciendo escalas para proveerse de lo necesario y conseguir información.
Prosiguió la navegación avistando dos islas, haciendo aguada en la de Faraulep (islas Carolinas), y poco después moría el piloto mayor, lo cual supuso un grave contratiempo.
Llegaron al sur de las Filipinas, islas de Antokan y Mindanao (10 de febrero de 1528), para arribar finalmente a las Molucas con 45 hombres, desembarcando en Tidore el 30 de marzo.
Allí hallaron a treinta supervivientes de la expedición de Loaísa, capitaneados por Hernando de la Torre, que sobrevivían en continua lucha contra los portugueses, a las órdenes de Jorge de Meneses, asentados en la isla de Ternate.
Saavedra pudo ayudar a Hernando de la Torre y sus hombres, y les pidió que se comunicasen con los nativos para obtener tranquilidad y alimentos: 

“estad seguros que, aunque me pidan todo cuanto yo traigo, con tanto que no sea el navío, yo no os dejaré; hablar a los naturales y decidles cómo yo vengo en nombre del Emperador a hacer paz con ellos y que querría algunos bastimentos, que yo se los pagaré muy a su placer”.

El 14 de junio de 1528, la Florida zarpó hacia Nueva España con sus hombres, sin capacidad para llevarse a los supervivientes de De la Torre, que quedaron en Tidore. Iba cargada con sesenta quintales de clavo de olor.
La expedición prosiguió en su viaje rumbo al sur hasta alcanzar la costa septentrional de Nueva Guinea, siguió su navegación hasta las islas del Almirantazgo, para poner rumbo norte navegando hacia las islas de los Barbudos (islas Marshall) hasta llegar a las de los Ladrones (islas Marianas). Alcanzó la latitud de 14° N, donde encontró insuperables dificultades náuticas para proseguir rumbo a Nueva España y se vio obligado a virar y seguir la navegación para retornar por Mindanao hasta Tidore, donde regresaron el 19 de noviembre de 1528.
Saavedra volvió a hacer las reparaciones precisas en la Florida y partió de nuevo el 3 de mayo de 1529) navegando en dirección este a la altura del ecuador y más al norte hasta las islas Carolinas después, hasta alcanzar la latitud meridional de Japón y luego rumbo norte hasta los 26° de latitud septentrional; entonces y en medio del océano Pacífico murió Álvaro Saavedra Cerón.
La tripulación de Saavedra capitaneada por Pedro de Laso ascendió hasta los 31° N y se dieron por vencidos en su pretensión de alcanzar la Nueva España, tornaron por el archipiélago de las Ladrones hasta el de Molucas, en la isla de Gilolo o Halmahera, junto a Tidore, donde arribaron el 8 de diciembre de 1529.
Allí, los veintitrés supervivientes se unieron a los hombres de De la Torre para concluir su particular aventura.

### Posible avistamiento de Hawái
La expedición de Saavedra, el 28 de noviembre de 1527, avistó tierra al norte de su posición, aproximadamente en la longitud del archipiélago de Hawái, pero no se encontró nada después de una búsqueda de dos días.[cita requerida]
El primer avistamiento del archipiélago hawaiano ha venido atribuyéndose de manera concluyente al navegante británico James Cook, en el curso del tercero y último de sus grandes viajes. Pero desde mediados del siglo XVI, en gran número de mapas o de cartas náuticas, entre las costas de California y el conjunto de las Marianas, en latitud aproximada de 20°, se representa un grupo de islas, con nombres como los Monjes, la Vecina o la Desgraciada, más o menos desplazadas al este o al oeste, que sólo puede corresponder a las Hawaii. La representación del grupo de los Monjes en la cartografía clásica se remonta a 1551 y se repite muchas docenas de veces en cartas posteriores, tanto españolas como elaboradas por cartógrafos extranjeros.
En 1734, cuando James Cook aún era un niño, el español González Cabrera, en su obra Navegación especulativa y práctica, situaba los Monjes en la misma latitud que ocupan las Hawái.
Cook silenció un posible predescubrimiento y no hay duda de que llevaba consigo una completísima información sobre el mar del Sur.
Hay un viejo relato oral de Hawái que describe a los blancos que llegaron a las islas muchas generaciones antes, y que fueron recibidos por el jefe Wakalana. Es posible que estos visitantes fueran miembros de la tripulación de Álvaro de Saavedra.
Los exploradores españoles llegaron a las islas de Hawái dos siglos antes de la primera visita registrada del capitán James Cook en 1778. Durante dos siglos y medio galeones españoles cruzaron el Pacífico a lo largo de una ruta que pasa al sur de Hawái en su camino hacia Manila. La ruta exacta se mantuvo en secreto para proteger el monopolio comercial español contra los poderes de la competencia.